# جون دانيال هايز
جون دانيال هايز (بالإنجليزية: John Daniel Hayes)‏ هو ضابط أمريكي، ولد في 23 يناير 1902 في نيويورك في الولايات المتحدة، وتوفي في 29 مارس 1991 في كاري في الولايات المتحدة.